# Prix Thérèse-Gautier
Le prix Thérèse Gautier est un prix, en principe quadriennal, de l'Académie des sciences,, créé en 2007, et doté de 10 000 €. Il fait partie de ses grand prix thématiques et récompense des travaux en mathématiques. 

## Lauréats
| Année | Lauréat                   | Fonction | Photo |
| ----- | ------------------------- | --- | ----- |
| 2008  | Jean-Pierre Wintenberger  | Professeur au département de mathématiques de l'université Louis-Pasteur de Strasbourg                              |       |
| 2011  | Ofer Gabber               | Directeur de recherche à l’IHÉS de Bures-sur-Yvette                                                                 |       |
| 2015  | Jean Bertoin              | Professeur à l’Institut für Mathematik, Université de Zurich                                                        |       |
| 2019  | Gérard Freixas i Montplet | Chargé de recherche au CNRS à l’Institut de mathématiques de Jussieu – Paris Rive Gauche                            |       |
| 2024  | Mireille Capitaine        | Directrice de recherche au CNRS à l'Institut de Mathématiques de Toulouse, Université de Toulouse III Paul-Sabatier |       |